# Zhai Chao
Zhai Chao (Pequim, 14 de dezembro de 1971) é uma ex-handebolista profissional chinesa, eleita melhor do mundo em 2002.